# 에너지 항상성
생물학에서 에너지 항상성은 혹은 에너지 균형은 생체 시스템에서 물질대사에 의한 에너지의 흐름을 고려하는 생물 에너지학적인 관점이다. 이것은 에너지 흐름을 조절하기 위한 화학적 신경적인 신호들을 이용하는 사람의 몸을 포함하고 칼로리의 흡수를 조절한다. 대략 50%의 포도당의 물질대사가 열로 즉시 전환된다.

## 정의
미국에서 에너지 항상성은 에너지 단위인 칼로리를 나타내는 대문자 C를 이용함으로써 표현되고 이것은 1kg의 물을 1도 올리는데 이용되는 에너지와 같다.
에너지 항상성은 생합성 경로를 통해서 그리고 아래의 등식을 통해서 측정될 수 있다.
에너지 흡수량 = 소비된 에너지 + 저장된 에너지
열역학 1법칙은 ‘에너지는 생성되거나 사라질 수 없다’이다. 하지만 에너지는 하나의 에너지에서 다른 에너지로 변환될 수 있다. 그리하여 음식의 칼로리가 몸에 들어오면 궁극적으로 칼로리의 100%가 열에너지로 전환될 것이다. 이것은 세 가지의 특정한 효과를 가져다준다. 지방으로 저장되거나, 아데노신 삼인산(ATP)를 이용하여 몸의 세포의 화학적 에너지로 저장되거나, 보조 인자로 바뀌고 나서 물리적 혹은 화학적 합성에 이용되거나 즉시 열로 사라진다.

## 에너지
섭취
에너지 흡수는 시상하부와 대뇌겉질로 결정되는 음식으로 소비되는 칼로리이다. 배고픔은 시상하부의 렙틴과 그렐린 호르몬의 영향에 의해 결정된다.
소비
자세한 정보 : 열량 부족
에너지 소비는 주로 내부의 열과 외부의 일에서 생산된 양의 합이다. 결국 내부 발생열은 기초대사율과 음식의 열에 의한 영향이다. 외부의 일은 신체활동수준을 측정함으로써 계산된다.
불균형
자세한 정보 : 영양실조
정평형
정평형은 섭취한 에너지양이 외부의 일로 소비되는 것과 다른 신체적 에너지 소비의 양보다 많은 것이다.